# Harold Alexander
Harold Rupert Leofric George Alexander, první hrabě Alexandr z Tunisu (10. prosince 1891 – 16. června 1969) byl britský maršál.

## Životopis
Harold Alexandr se narodil v rodině irských protestantů, kteří byli šlechtici. Studoval vojenskou akademii v Sandhurstu. Po ukončení studia byl přidělen k Irské gardě. Během první světové války sloužil na západní frontě, kterou začínal v hodnosti poručíka a ukončil ji v hodnosti podplukovníka, byl nejmladší v britské armádě, byl třikrát zraněn a na konci války velel brigádě. Během války získal pověst odvážného a inteligentního důstojníka. Po skončení války se zúčastnil jako velitel bojů v bolševickém Rusku, kde velel baltským Němcům. Následně velel pluku v domovské okrsku v Irské gardě.V letech 1934-1938 byl štábní důstojník na severním velitelství. Jeho dalším působištěm v letech 1934 až 1938 byla Indie, kde velel nowsherské brigádě. Poté se vrátil do Anglie a je povýšen na generálmajora a velel první divizi. Jeho divize je v roce 1939 nasazena ve Francii. Během druhé světové války po napadení, kdy napadlo Německo v roce 1940 Francii, zpomalil útok Němců k Dunkerku a následně v období od 28. května do 4. června 1940 velel evakuaci 330 000 britských, francouzských a belgických vojáku do Velké Británie. Sám odešel z pláže jako poslední. Poté velel jednotkám Commonwealthu v Barmě v prvních fázích války s Japonci. V srpnu 1942 byl převelen do Afriky, aby se zúčastnil bojů proti Afrikakorpsu v čele s Rommelem. Byl nadřízený Montgomeryho během bitev u El Alameinu. Po zničení sil Osy v Africe se stal zástupcem vrchního velitele spojeneckých vojsk v Itálii. Velel invazi na Sicílii. 4. července 1944 osvobodil Řím. Následně postupoval na sever. V posledních měsících války zajal více než 1 000 000 Němců ve vojenských operacích na řece Pád. 29. dubna 1945 přijal první bezpodmínečnou kapitulaci německých důstojníku.
Po válce byl ještě nějakou dobu činný v politice, mimo jiné byl posledním generálním guvernérem Kanady (1946–1952) britského původu a ministrem obrany ve vládě Winstona Churchilla (1952–1954). Zemřel 16. června 1969 ve Slough.

## Galerie

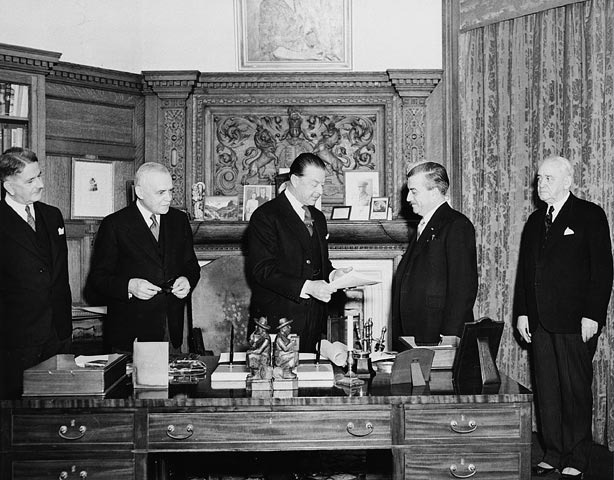

## Vojenská kariéra

### Hodnosti
- 1915 Kapitán
- 1917 Major
- 1922 Podplukovník
- 1927 Plukovník
- 1934 Brigádní Generál
- 1937 Generálmajor
- 1940 Generálporučík
- 1942 Generál
- 1944 Polní maršál[4]

### Vyznamenání:
- 1916 Vojenský kříž
- 1916 Řád Za vynikající službu
- 1919 Britská válečná medaile stříbrná
- 1935 Medaile za všeobecnou službu v Indii (1909) stříbrná
- 1935 Medaile stříbrného výročí krále Jiřího V.
- 1936 Řád indické hvězdy, 3. třída - člen
- 1942 Řád lázně rytíř velkokříže (vojenský) 1. třída
- 1943 Záslužná legie vrchní komandér (1. třída)
- 1944 Řád Suvorova 1. stupeň /1943-1991/
- 1944 Královský řád Jiřího I. velkokříž (1. třída)
- 1944 Řád Virtuti Militari - Zlatý kříž
- 1945 Medaile za vynikající službu (armáda)
- 1945 Válečná medaile 1939–1945
- 1946 Maltézský řád – rytíř
- 1946 Řád Sv. Michala a Sv. Jiří rytíř velkokříž s řetězem (1. třída)
- 1953 Korunovační medaile Alžběty II.
- Medaile vítězství
- Hvězda 1914–1915
- Hvězda 1939–1945
- Italská hvězda
- Africká hvězda
- Barmská hvězda[4]